# Grèsas (Losera)
Grèsas (en francès Grèzes) és un municipi francès situat al departament del Losera i a la regió d'Occitània.